# San Juan María Vianney (título cardenalicio)
El título cardenalicio de San Juan María Vianney fue erigido por el papa Benedicto XVI el 18 de febrero de 2012. Está asociado a la Iglesia de San Giovanni Maria Vianney situada en la zona Borghesiana al este de Roma.

## Titulares
- Rainer Woelki (2012-)